# Фридрих Алберт фон Шверин
Фридрих Алберт фон Шверин (на немски: Friedrich Albert/Albrecht, Graf von Schwerin; * 7 април 1717 в Берлин; † 12 юни 1789 в Карлсруе) от Мекленбург-Померанската фамилия „фон Шверин“ е граф на Шверин, пруски генерал-майор, главен щал-майстер и таен бюджетен министър.
Той е големият син на Фридрих Богислав фон Шверин (1674 – 1747), пруски държавен и военен министър, и съпругата му Доротея фон Каниц (1668 – 1760), дъщеря на генерал-майор Кристоф Албрехт фон Каниц (1653 – 1711) и Мария Готлиба Шах фон Витенау (1659 – 1736). Брат му Гнеомар Конрад Богислав фон Шверин (* 3 ноември 1721; † 10 август 1769) е кралски главен щал-майстер. Сестра му Мария Анна фон Шверин (1720 – 1754) е омъжена 1748 г. в Шарлотенбург за Роберт Сципио фон Лентулус (1714 – 1787), пруски генерал-лейтенант.
Фридрих Алберт фон Шверин се записва да следва 1735 г. университета в Хале и след няколко месеца влиза в пруската войска при Принца на Прусия. През 1739 г. той става лейтенант. Той участва в Силезийските войни и завежда завладяните знамена и пленниците при краля.
На 23 март 1745 г. той сменя полка, става ритмайстер, получава своя компания и става майор. Като майор той участва в Седемгодишната война, от 1760 до 1768 г. той шеф и командир. На 5 октомври 1757 г. той става полковник-лейтенант. През 1760 г. той получава командването на бригада на генерал Лентулус (зет му). Той попада в плен на австрийците и е освободен 1761 г. През 1762 г. той е издигнат на наследствен пруски граф, през 1764 г. на генерал-майор и напуска войската през 1768 г. През 1775 г. той става главен щал-майстер, както баща му. През 1776 г. той получава названието Ексцеленц и 1782 г. става държавен министър. През 1786 г. той получава Орден Черен орел и 1789 г. става комтур на Ордена на Йоанитите в Лицен в Бранденбург.

## Фамилия
Фридрих Алберт фон Шверин се жени 1762 г. в Борау за графиня Хенриета Вилхелмина Юлиана фон Логау (1738 – 1781). Те имат три деца:
- Фридрих Карл Богислав фон Шверин (1763 – 1763)
- Елизабет Луиза Хенриета Августа София (1765 – 1767)
- Вилхелм Лудвиг Леополд Карл Албрехт (1767 – 1767)

Фридрих Алберт фон Шверин се жени втори път 1783 г. за фрайин Фридрика София фон Малтцан (1740 – 1814). Бракът е бездетен.